# Phlugiolopsis grahami
Phlugiolopsis grahami is een rechtvleugelige insectensoort uit de familie van de sabelsprinkhanen (Tettigoniidae).
Phlugiolopsis grahami werd voor het eerst wetenschappelijk beschreven door Tinkham in 1944.